# Grand Prix-seizoen 1930
Het Grand Prix-seizoen 1930 was het laatste Grand Prix-jaar voordat het Europees kampioenschap werd verreden. Het seizoen begon op 2 maart en eindigde op 5 oktober na drie Grandes Épreuves en 21 andere races.

## Kalender

### Grandes Épreuves
| Ronde | Datum        | Grand Prix       | Circuit           | Winnaar            | Constructeur | Verslag |
| ----- | ------------ | ---------------- | ----------------- | ------------------ | ------------ | ------- |
| 1     | 30 mei       | Indianapolis 500 | Indianapolis      | Billy Arnold       | Miller-Hartz | verslag |
| 2     | 20 juli      | België/Europa    | Spa-Francorchamps | Louis Chiron       | Bugatti      | verslag |
| 3     | 21 september | Frankrijk        | Pau               | Philippe Étancelin | Bugatti      | verslag |

### Andere races
| Datum        | Land             | Racenaam                     | Circuit       | Winnaar                     | Constructeur   | Verslag |
| ------------ | ---------------- | ---------------------------- | ------------- | --------------------------- | -------------- | ------- |
| 2 maart      | Frankrijk        | Circuit d'Esterel Plage      | Saint-Raphaël | René Dreyfus                | Bugatti        | verslag |
| 23 maart     | Italië           | Grand Prix van Tripoli       | Tripoli       | Baconin Borzacchini         | Maserati       | verslag |
| 6 april      | Monaco           | Grand Prix van Monaco        | Monte Carlo   | René Dreyfus                | Bugatti        | verslag |
| 20 april     | Italië           | Alessandria Circuit          | Bordino       | Achille Varzi               | Alfa Romeo     | verslag |
| 27 april     | Frankrijk        | Grand Prix van Oran          | Arcole        | Jean de Maleplane           | Bugatti        | verslag |
| 4 mei        | Italië           | Targa Florio                 | Madonie       | Achille Varzi               | Alfa Romeo     | verslag |
| 18 mei       | Frankrijk        | Grand Prix van Picardië      | Péronne       | Max Fourny                  | Bugatti        | verslag |
| 25 mei       | Italië           | Grand Prix van Rome          | Tre Fontane   | Luigi Arcangeli             | Maserati       | verslag |
| 9 juni       | België           | Grand Prix des Frontières    | Chimay        | Georges de Marotte          | Salmson        | verslag |
| 15 juni      | Frankrijk        | Grand Prix van Lyon          | Quincieux     | Louis Chiron                | Bugatti        | verslag |
| 29 juni      | Frankrijk        | Grand Prix de la Marne       | Reims-Gueux   | René Dreyfus                | Bugatti        | verslag |
| 20 juli      | Duitsland        | Eifelrennen                  | Nürburgring   | Heinrich-Joachim von Morgen | Bugatti        | verslag |
| 20 juli      | Frankrijk        | Grand Prix van Dieppe        | Dieppe        | Marcel Lehoux               | Bugatti        | verslag |
| 3 augustus   | Italië           | Coppa Ciano                  | Montenero     | Luigi Fagioli               | Maserati       | verslag |
| 10 augustus  | Frankrijk        | Dauphiné Circuit             | Grenoble      | Philippe Étancelin          | Bugatti        | verslag |
| 17 augustus  | Italië           | Coppa Acerbo                 | Pescara       | Achille Varzi               | Maserati       | verslag |
| 17 augustus  | Frankrijk        | Grand Prix du Comminges      | Saint-Gaudens | François Miquel             | Bugatti        | verslag |
| 7 september  | Italië           | Grand Prix van Monza         | Monza         | Achille Varzi               | Maserati       | verslag |
| 8 september  | Polen            | Grand Prix van Lviv          | Lviv          | Henryk Liefeldt             | Austro-Daimler | verslag |
| 28 september | Tsjechoslowakije | Masaryk Circuit              | Brno          | Hermann zu Leiningen        | Bugatti        | verslag |
| 5 oktober    | Spanje           | Grand Prix van San Sebastián | Lasarte       | Achille Varzi               | Maserati       | verslag |

1894 · 1895 · 1896 · 1897 · 1898 · 1899 · 1900 · 1901 · 1902 · 1903 · 1904 · 1905 · 1906 · 1907 · 1908 · 1909 · 1910 · 1911 · 1912 · 1913 · 1914 · 1915 · 1916 · Eerste Wereldoorlog · 1919 · 1920 · 1921 · 1922 · 1923 · 1924 · 1925 · 1926 · 1927 · 1928 · 1929 · 1930 · 1931 · 1932 · 1933 · 1934 · 1935 · 1936 · 1937 · 1938 · 1939 · 1940-1945 (Tweede Wereldoorlog) · 1946 · 1947 · 1948 · 1949 
 Lijst van Grand Prix-wedstrijden voor 1950